# De Historia Piscium
De Historia Piscium, latim para "A História dos Peixes," foi um livro científico escrito por Francis Willughby e publicado pela Royal Society em 1686. Foi um livro pouco popular e com poucas vendas, causando constrangimentos financeiros na sociedade. Devido a isso, a sociedade ficou impossibilitada de cumprir a sua promessa de publicar a obra de  Isaac Newton, Philosophiae Naturalis Principia Mathematica (mais conhecida simplesmente por Principia), deixando essa tarefa a Edmund Halley. Depois de Halley ter pessoalmente financiado a publicação de Principia, foi mais tarde informado que a sociedade não poderia mais pagar-lhe o salário anual e 50 libras. Em alternativa, Halley foi pago com as cópias restantes de De Historia Piscium.